# خوان کوارترونه
خوان کوارترونه (انگلیسی: Juan Quarterone; ۲۸ مهٔ ۱۹۳۵ – ۲۳ نوامبر ۲۰۱۵) بازیکن فوتبال اهل آرژانتین بود.
از باشگاه‌هایی که در آن بازی کرده‌است می‌توان به باشگاه فوتبال راسینگ کلوب آویاندا و باشگاه فوتبال اتلتیکو هوراکان اشاره کرد.